# De Catilinae coniuratione
De Catilinae coniuratione (o De Catilinae conjuratione), en español La conjura de Catilina o La conjuración de Catilina, constituye la primera monografía histórica de la literatura latina y también la primera obra del historiador y político latino Cayo Salustio (86-34 a. C.). Siguiendo una estructura narrativa dividida en sesenta y un capítulos, la obra narra la conjura que intentó realizar Lucio Sergio Catilina en el año 63 a. C. —y que le costara la vida— con el fin de instaurar una dictadura en Roma.

## Características principales

### Título y estructura narrativa
La obra, compuesta probablemente entre 43 y 40 a. C., se conservó a través de códices medievales.
El texto de De Catilinae coniuratione como también el de Bellum Iugurthinum se transmitió mediante dos tipos de manuscritos, llamados mutili e integri. Los primeros presentan lagunas (en el caso específico del Bellum Iugurthinum) que fueron completados por un recensor que tenía a disposición un manuscrito de la clase de los «íntegros»; ambos derivados de un arquetipo común. Las discordancias se deben en su mayor parte a casos de insertos de lecciones y correcciones provenientes de fuentes diversas: son numerosas las glosas añadidas al texto original. Se cuentan entre los mutilados: el Códex Parisinus 16024 y sus descendientes (Bibliothèque Nationale de France, siglo IX); el Basileensis (del siglo XI). Más numerosos son los íntegros, aunque también más recientes: Leidensis, Vossianus Latinus, el Lipsiensis, el Monacensis (del siglo XI), el Palatinus (del siglo XIII). La edición impresa más importante es la Editio princeps (publicada en Venecia en el año 1470); entre las ediciones modernas está la de A. W. Ahlberg (Gotemburgo, 1911-1915) y la de A. Ernout (París, 1946), en los que aparece con los títulos Bellum Catilinae (o también en la variante De bello Catilinae) —como es conocida en los países anglosajones— Bellum Catilinarium o Liber Catilinarius; muchos estudiosos sostienen el título De Catilinae coniuratione, recuperando la expresión del capítulo 4:3 de la monografía:

Por tanto, contaré brevemente y con la mayor exactitud posible la conjuración de Catilina [...]

La elección del título tiene un valor preciso: el término coniuratio lleva todas las connotaciones y juicios negativos que Salustio nutre en relación con lo que narrará.
Se trata de uno de los argumentos más significativos de la decadencia moral y social de la clase dirigente romana en la mitad del siglo I a. C., una corrupción que el autor denuncia y critica severamente a lo largo de toda la narración.
El desarrollo de la narración no es lineal: los sesenta y un capítulos que componen la obra están preparados según un orden que alterna numerosos excursus que fragmentan notablemente la continuidad de la historia y del texto.
La obra se presenta con la estructura típica de las monografías de la historiografía helenista, según un esquema muy preciso: un proemio, el retrato del protagonista, varios excursus políticos y morales y al final un análisis de los discursos pronunciados por los personajes y por los dioses indicando los documentos que han servido de fuente. Este modo de proceder hace más variado el texto y fortalece la conclusión a manera de juicio político.
Si se profundiza en el análisis de la obra, se descubre una homogénea visión de la historia romana del siglo I a. C. y de la República romana. Largo espacio se concede al contexto social y político, dentro del cual, con Catilina, van surgiendo otros personajes que serán famosos en el período inmediatamente posterior.
El arco de tiempo cubierto por la narración va desde los primeros días de junio del año 64 a. C., fecha del inicio de la conjuración según el historiador, hasta enero del año 62, con el epílogo en la batalla de Pistoya y la muerte de Catilina.

### Circunstancias históricas
Ante la grave crisis en la que se encontraba la República, tras la dictadura de Sila, emergió una gran variedad de orientaciones políticas, muchas veces opuestas violentamente entre sí. Además de las posiciones moderadas filo-senatoriales o filo-democráticas entran en juego, a partir del año 70 a. C. y durante toda la década del 60 a. C., también unos movimientos más radicales, ligados a los grupúsculos que fueron excluidos del poder; entre ellos los más extremistas pertenecían al partido popular.
Precisamente como guía de uno de estos movimientos se colocó Catilina, que pertenecía a la Gens Sergia, noble familia que había decaído económicamente, que en el año 63 a. C. se presentó como candidato a las elecciones para el Consulado; lo apoyaron discretamente César y Craso, que buscaban debilitar el poder de la nobilitas senatorial.
Derrotado en las elecciones por su rival Cicerón, Catilina decidió realizar un golpe de Estado, recogiendo en torno a sí a un grupo de conjurados, provenientes de varias clases pero unidos por el común odio a la legalidad y el deseo de usar la violencia. Entre ellos había nobles fuertemente endeudados, pero también plebeyos y veteranos de la dictadura de Sila, mujeres, esclavos y poblaciones extranjeras como los galos alóbroges, descontentos con el dominio de Roma. Catilina, con hábiles maniobras demagógicas, reunió a todos en torno a un programa extremista, pero democrático: sus objetivos fundamentales eran la condonación de las deudas, la distribución de tierras a los que tuvieran menos y el rescate de los ciudadanos más míseros.
César y Craso —en un primer momento simpatizantes ocultos— después de algunos sucesos, abandonaron el intento de insurrección y el cónsul Cicerón tuvo la oportunidad de impedir y reprimir todo el plan subversivo.

### Resumen de los capítulos

#### Capítulos 1 a 4 (proemio)
Esta obra, como la sucesiva Bellum Iugurthinum, se abre con un amplio proemio en el que el autor ilustra sus consideraciones ideológicas.
El hombre, constituido por un alma y un cuerpo, debe cultivar sobre todo las cualidades espirituales si quiere obtener una gloria auténtica y eterna.
Por tanto, el ingenio es más importante que la fuerza física sea en períodos de paz que de guerra. La actividad historiográfica, elegida por el autor después de su retiro de la vida política, forma parte de las actividades que producen fama y permiten servir del mejor modo a la patria, exactamente como si se cumpliese en manera directa en encargos públicos. La elección de la conjuración de Catilina como temática principal de la monografía histórica se debe a lo excepcional y peligroso del hecho mismo.

#### Capítulos 5-18 («archaeologia»)
El capítulo se abre con la descripción de Catilina, aristocrático corrupto, su figura es iluminada con el fondo de la decadencia de las costumbres romanas, debida al crecimiento de la avaritia, es decir, al deseo desenfrenado de poder (imperium), y a las riquezas descomedidas. Salustio inserta una digresión histórica (llamada archaeología) para indicar las causas de esta decadencia: ilustra el pasaje de la feliz condición de los orígenes de Roma a la decadencia de los tiempos en los que se desarrolla la conjuración. En esta situación Catilina reúne consigo a personajes que por diversos motivos, desean un cambio de régimen (5 a 18). En este momento se presenta una nueva digresión histórica, centrada en un intento precedente de conjuración que el mismo Catilina había realizado, demostrando que él no era ajeno a tal clase de actos.

#### Capítulo 19-25
La nobilitas, gracias a algunas indiscreciones, comienza a sospechar del complot y bajo este temor decide confiar el consulado a Cayo Antonio Ibrida y al homo novus Cicerón. Catilina prosigue con sus preparativos en toda Italia y con la ayuda de algunos cómplices, entre los que sobresale Manlio y la corrupta Sempronia —a la que Salustio dedica un retrato (cf. capítulo 25)—, enrola un ejército cerca de Fiesole, compuesto en su mayoría por desesperados y gente caída en la miseria. Tras reunir a sus compañeros en su domus, les promete —en caso de que se logre la empresa— grandes ventajas y recompensas, y se despide después de un discurso en el que hace el siguiente juramento:

Si yo no estuviera seguro de vuestro valor y de vuestra fidelidad, el momento presente se presentaría vano, vanamente tendríamos la gran esperanza de tomar el poder con nuestra mano y yo, debería confiarme en ánimos impresionables y vanos, ciertamente no me arriesgaría con ánimos inciertos.

#### Capítulos 26-36
Los conjurados se reúnen en casa de Marco Porcio Leca. Catilina, derrotado en las elecciones a cónsul, atenta sin éxito contra la vida de Cicerón. En este momento, el homo novus ilustra en el Senado la peligrosidad de la situación y obtiene plenos poderes para sofocar la rebelión. El 8 de noviembre de 63 a. C. acusa abiertamente a Catilina presentándose en la Curia y pronunciando contra él la Catilinaria. Catilina huye de Roma y alcanza a Manlio y su ejército. El autor refiere el contenido de un mensaje de Manlio a Marcio y de una misiva de Catilina a Catulo; no obstante las justificaciones dadas por los dos a través de cartas, el senado les declara a ambos «enemigos públicos» (capítulos 26-36).

#### Capítulos 37-47
Salustio inserta el primer excursus en el que trata las causas de la conjuración, individuando solamente las de naturaleza política y social. La narración se retoma con la reconstrucción de los hechos por obra de Cicerón que recoge lasa pruebas del complot. Los conjurados que se quedaron en Roma, entre los cuales se contaba a Publio Lentulo Sura y Cayo Cetego, fueron arrestados; el senado se reunió entonces para deliberar acerca de su condena.

#### Capítulos 48-54
Después de haber descrito el cambio de frente de la plebe, antes deseosa de una revolución y ahora apoyando totalmente a Cicerón, el autor notifica las acusaciones —según él infundadas— contra Craso y César. Mientras se toman algunas medidas para sacar de la cárcel a algunos detenidos, el Senado se reúne para decidir su destino. Después del discurso del cónsul recién elegido, Décimo Silano, favorable a la condena a muerte, se contraponen los discursos de César y de Catón el joven: el primero desea una condena más leve, mientras que el segundo sostiene la necesidad de aplicar la pena capital (capítulos 50-52). Después de los discursos, el autor introduce un paralelo entre César y Catón, personajes de virtudes opuestas, pero los más grandes hombres de su tiempo (capítulos 53-54), ambos esenciales para el bienestar del estado en ese momento.

#### Capítulos 55-61
Cicerón ordena la inmediata ejecución de la sentencia de muerte para los conjurados: los cómplices de Catilina son ajusticiados en la cárcel Mamertina. Mientras tanto, Catilina huye hacia el norte, en dirección de la Galia Cisalpina, pero es interceptado por el ejército romano regular de Antonio, enviado contra él por el Senado y por el ejército comandado por Quinto Cecilio Metelo, que se encontraba en Piceno con tres legiones. Obligados a presentar batalla en las cercanías de Pistoya, en enero del año 62 a. C., el ejército rebelde es aniquilado y el mismo Catilina, después de combatir valerosamente en el campo, muere allí (capítulos 59-61).

## Personajes
Los sucesos narrados en la monografía tratan de tres personajes: Catilina (el protagonista), César y Catón el joven. Cicerón, aunque tiene una importancia preponderante, desarrolla un papel secundario: ideal portavoz del Senado, se queda como el más importante de los personajes menores.

### Catilina, el protagonista

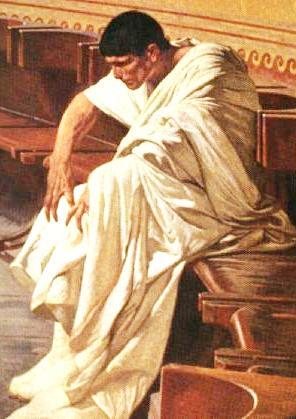
Detalle del fresco Cicerón acusando a Catilina (1880) donde se aprecia a este último sentado solo en el Senado romano. La pintura es obra de Cesare Maccari y se conserva en el Palazzo Madama de Roma, sede del actual Senado de la República de Italia.

Lucio Sergio Catilina es el protagonista de los hechos tratados en la monografía, y es el jefe de la conjuración; a él Salustio le dedicaa todo un capítulo descriptivo: el quinto. Es la figura emblemática de la decadencia de la sociedad romana, un hombre cruel pero que tiene también una grandeza ambigua, exactamente como se presentaba la Roma del siglo I a. C.
Su figura está por encima de los demás personajes. Esto se debe en gran parte a la técnica del «retrato paradojal», un método que Salustio usa para tratar y describir personalidades combatidas por grandes pasiones, en las que se unen grandes vicios con virtudes excepcionales.

Lucio Catilina, de noble estirpe, tuvo un ingenio vivaz y un cuerpo vigoroso, pero era de ánimo perverso y depravado. Desde niño le resultaron atractivos los desórdenes, las violencias, los robos, la discordia civil y desde su juventud ejercitó tales cosas.

Hay buenas razones para afirmar que Catilina no es un personaje completamente negativo, aun cuando Salustio le atribuya dotes diversas de las del «monstruo» de corrupción y de malignidad, pero algunos estudiosos, sostienen que bajo la figura grandiosa de este personaje se proyecta la fascinación de un final heroico, el mismo que circunda a quienes combaten y mueren por defender sus propios ideales —sean estos justos o erróneos. Un fin heroico, buscado por él mismo, combatiendo sin casco en la batalla y un aspecto noble, casi de estatua: son imágenes profundamente arraigadas en la mentalidad romana.

Catilina fue encontrado lejos de los suyos, entre los (cadáveres de sus) enemigos, respiraba todavía un poco y mantenía en el rostro la ferocidad de alma que tuviera vivo.

Durante la batalla, Catilina murió, pero fue una muerte honrosa, digna de un héroe épico. El historiador Lucio Anneo Floro (del siglo I d. C.) afirmó en una epítome:

Fue una muerte hermosísima, ¡si al menos hubiese sido por la patria!

Surge así el retrato de un hombre extraordinario, sea en su grandeza sea en un malignidad, una figura ambigua hacia la que el autor no nutre una aversión ni condivide plenamente el juicio negativo de Cicerón.
Por lo demás, las convicciones de Catilina, según cuanto refiere en sus discursos, no se separaban mucho de las de Salustio. La diferencia sustancial era que el historiador, dado su pasado y su condición social, no habría apoyado jamás una solución distinta de la moderada y respetuosa legalidad en relación con la clase senatorial.

### Papel de César
Un papel particular dentro de la historia está reservado a la figura de César. En efecto, según los historiadores modernos es muy verosímil, aunque no se diga abiertamente en el curso de la obra, que el futuro dictador de Roma, hubiera puesto más de una esperanza en el éxito de la conspiración catilinaria, como ya había hecho en la primera conjuración aun cuando jamás se menciona su nombre. Entre los principales objetivos de Salustio, cesariano convencido, está el de limpiar la fama de César de cualquier sospecha. Por ese motivo habría tratado de las motivaciones morales o generales de la conspiración sin entrar en las políticas o económicas.
El escritor no pierde ninguna ocasión para subrayar la preocupación de César por la legalidad. Esto se nota principalmente en el momento en que toma la palabra en el Senado, el 15 de diciembre del 63 a. C., para oponerse a la condena a muerte de los conjurados: la pena sería inconstitucional y por tanto, contraria —sostiene— a las mores patrum (‘costumbres de los padres’) y a toda la tradición romana.
El César descrito por Salustio no aparece como revolucionario y su oposición al partido senatorial no tendría nada que ver con el programa eversivo de Catilina. Al contrario, César aparece como el fiel guardián del mos maiorum tradicional y por ello, puesto al mismo nivel de Catón el menor, hombre extremadamente conservador, como su célebre antepasado de quien lleva el nombre. Partiendo de premisas análogas (la tradición y la prisca virtus, la antigua virtud del pueblo romano), Catón llega a conclusiones opuestas: pide y sostiene la pena capital para los conjurados.

### César contra Catón
Uno de los capítulos más importantes de la obra, el 54, está dedicado a la discusión entre César y Catón. Cuando el historiador escribió la monografía, ambos habían desaparecido trágicamente: César asesinado por otros conjurados; Catón se suicidó. Ambos tienen una importancia personal para el escritor. César porque ha ofrecido a Salustio la protección política gracias a la cual, durante sus diversos encargos públicos, se ha podido enriquecer; Catón porque el escritor siente una gran admiración por su política rigorista
Salustio los compara en el célebre debate en el Senado, aprovechando la oportunidad de exaltar las dotes de estos magni viri: la generosidad, el altruismo y la clemencia de César (Salustio subraya su «misericordia» y su munificenti); la austeridad, el rigor, la moderación y la severa firmeza (integritás, severitás, innocentia de Catón); dos claros ejemplos de virtudes opuestas, pero complementarias e importantes para un político romano.
La implícita conclusión de Salustio es que tanto uno como el otro, tanto una actitud como la otra, son esenciales para la supervivencia de la Res publica: si César es quien resulta capaz de dar esplendor al Estado, Catón aparece como el depositario de los valores de la antigua tradición de los Quirites a los que Salustio no desea renunciar.
Sin embargo, el problema más grave es que estas dos grandes personalidades de la latinitas y de todo el mundo antiguo ayudan sólo de manera imperfecta al bien de la república romana. Esto se presenta como el síntoma más preocupante de la crisis de estado.
En el capítulo 54 se dice:

Por tanto, por el nacimiento, por la edad, por la elocuencia, más o menos fueron iguales; igual la grandeza de su alma y su gloria; pero distintos en otras cosas: César fue muy bien considerado por su generosidad y largueza; Catón por su integridad de vida. Aquel se hizo famoso por su mansedumbre y misericordia; este por su severidad alcanzó dignidad. César alcanzó gloria en el dar, en el auxiliar, en el perdonar; Catón sin dar nada. En el otro había refugio para los míseros, en este un látigo para los malvados. Era alabada la condescendencia del primero y la constancia del segundo. Por último, César se había propuesto trabajar, vigilar, no negar nada que fuera digno de un do para mantener los negocios de sus amigos dejando de lado los suyos, deseaba un mandato grande, un ejército, una guerra nueva, donde pudiera surgir su valor. Catón se aficionaba a la modestia, al decoro, aunque era de una máxima austeridad. No mostraba riquezas ante el rico, ni su poder ante el faccioso, sino virtud ante modesto, pudor ante el puro, abstinencia ante el inocente. No quería parecer mejor; así, por poco que pidiera gloria, más esta lo seguía.

El eminente historiador Ronald Syme llegó a la conclusión, tras reflexionar acerca de éste pasaje y los precedentes, que «ambas personalidades unidas eran cuanto se requería para la salvación de la república».

### Papel de Cicerón
Durante toda la historia no encuentra un amplio espacio, como se esperaría, la figura de Cicerón, que en sus célebres Discursos contra Catilina (las Catilinarias), había exaltado tanto sus propios méritos en el descubrimiento y en la represión de la conjuración.
En la monografía de Salustio, el arpinate no es el «brillante político que domina los eventos con la lucidez de la propia mente»; su papel es más bien burocrático, un magistrado que hace su deber, pero el historiador no le atribuye nada más. Si bien el mismo Salustio no deja de lado su importancia definiéndolo un óptimus cónsul, aparece fundada la hipótesis según la cual en su actitud fría o venganza ante el De consiliis suis, escrito en el que Cicerón acusaba a César, su protector.
Salustio no condividía los ideales políticos de Cicerón y estaba listo para defender a César de cualquier tipo de acusación y la más ignominiosa de ellas era el de haber dirigido a los conjurados.

### Personajes menores
En la monografía se colocan también otros personajes de menor importancia, de manera particular concentrados en torno al jefe de la conjuración.
Entre ellos es particularmente importante Sempronia, una mujer fascinante e irresistible, de familia noble, no muy joven pero de bello aspecto. Dotada de una gran inteligencia, era apreciada conversadora en los más importantes salones de la ciudad: tenía interés en la literatura griega y latina, en la poesía, en la moda y hasta en la política; sabía cantar y bailar. Amiga de Catilina, no obstante estas buenas dotes, era de índole perversa, caracterizada por actitudes lujuriosas, poco fiel, varias veces cómplice en homicidios, endeudada. Salustio añade que tenía una «buena dosis de humorismo», subrayando otras cualidades útiles para el bienestar de la república y no para atentar contra ella (cf. capítulo 25).
Además de Sempronia, hay otros conjurados que pertenecen a los grupos más altos de la societás romana, sea de la clase senatorial, sea de la ecuestre. Salustio hace una lista detallada en el capítulo 17; entre estos se encuentra Manlio, Cayo Cetego, cuya descripción se limita a pocos adjetivos en el capítulo 43, Curio y la amante Fulvia.
Hay una buena cantidad de personalidades bien delineadas; esto está en contraste con la concepción catoniana de historia communis, historia colectiva.

## Motivos de la elección
Las fuentes que parten de Cicerón y de sus célebres Catilinarias interpretan la insurrección de Catilina como un acto revolucionario en perjuicio del senado y de los caballeros, acusando explícitamente a César y a Craso de haber participado de alguna manera, como «jefes ocultos».
Una parte de la crítica moderna ha seguido el hilo de la opinión de Cicerón, considerando consecuentemente la monografía de Salustio como una obra de propaganda fuertemente parcial y acusa al historiador de haber torcido la situación en varios puntos; sobre todo la excesiva amplificación de la figura demoníaca de Catilina —que resalta con decisión desde el inicio de la obra— tendría la finalidad de cubrir responsabilidades políticas bien precisa, sean las de Craso o las de César o más bien las de toda la facción de los populares.
Del mismo modo, otro aspecto muy discutido es la anticipación de un año en la fecha efectiva del inicio de la conjuración (junio del 64 a. C.) en vez del 63 a. C., como concuerdan los historiadores) tendría el fin de aislar a Catilina, ya autor de un anterior intento insurreccional en el año 66 a. C., del partido popular y de cargar las responsabilidades sobre su oscura determinación.
Sin embargo, sería reductivo considerar que Salustio ha elegido este episodio para inculpar a la nobleza con el solo fin de exentar de cualquier culpa a César y defendir a la factio popularis; de hecho la realidad es más compleja. A partir del De Catilinae coniuratione emerge un juicio histórico más moderado, una vía intermedia entre el extremismo excesivo de los populares y de los optimates: el historiador se hace portavoz de la aspiración a la paz y a la legalidad de las clases superiores romanas e itálicas, actitud que se hizo más fuerte después de la derrota de los asesinos de César en la batalla de Filippi del año 42 a. C. Desde este punto de vista, la ideología salustiana parece converger hacia el ideal que había sido el lema de la segunda mitad del siglo I a. C.: el consensus omnium bonorum (el consenso de todos los hombres honestos)), que fundamentaba el proyecto ciceroniano de ampliar las bases del poder y comprometer a las fuerzas moderadas.

## Valor histórico
La crítica, antigua y moderna, desde hace tiempo ha subrayado las inexactitudes, las deformaciones y las parodias presentes en varios puntos de la monografía de Salustio.
Por ejemplo, en el capítulo 17, la reunión secreta de los conjurados, listos para dar inicio al plan, se coloca en junio del año 64 a. C., siendo así que —como se ha comentado arriba— la mayor parte de los historiadores considera que esto se desarrolló en el año siguiente.
En el capítulo 18, la narración de la primera «conjuración» ignora completamente el papel, en absoluto secundario, que César tuvo en aquella ocasión. Otro error cronológico es el posponer el Senatus consultum ultimum, es decir, el decreto, emanado el 21 de octubre de 63, que confería a los cónsules plenos poderes para detener la conjuración, en la noche entre el 6 y el 7 de noviembre, en concomitancia con la reunión de los conjurados en la domus de Porcio Leca (capítulos 28-29).
En cambio, en el capítulo 20, Salustio hace comenzar el discurso de Catilina con las palabras de la primera catilinaria de Cicerón. Muchas veces el jefe de la conjuración se dirige al cónsul llamándolo «inquilino de la Ciudad» (cap. 31).
Los anacronismos tienen el objetivo de defender y justificar a César, jefe del partido de los «populares» contra las acusaciones de complicidad dirigidas en su contra.
Por otro lado, las parodias ironizan a Cicerón y sus flechas se dirigen al cónsul para subrayar una diversidad sea ideológica, sea de praxis política.
Salustio no estuvo animado solo por motivos de carácter artístico e histórico, como sostiene en el proemio de la obra, sino que se dejó llevar por el clima político vigente, componiendo un «libelo muy polémico y tendencioso».
Sin embargo, lo dicho es el pensamiento madurado por la crítica menos favorable al escritor y, aunque no se puede rechazar completamente, se atenúa: Es obvio que las ideas políticas de Salustio han influenciado su modo de valorar a los personajes y los sucesos; esto no significa que sea un falsificador con mala fe, listo para alterar fechas y noticias con tal de subrayar su orientación ideológica.
Más verosímilmente Salustio no estaba interesado a una detallada y escrupulosa narración de los hechos, como hacen los modernos historiadores, sino a una dramatización realista, rica de pasiones.

## Estilo de la obra

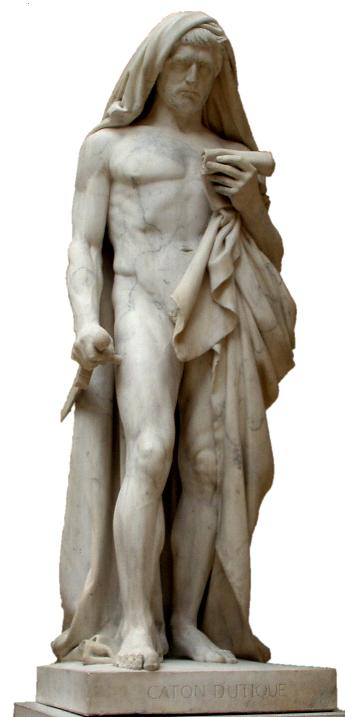
Catón el Joven leyendo el Fedón antes de suicidarse.

Salustio es considerado el fundador de la historiografía latina. Su estilo está fundado en la inconcinnitas y se origina en dos ilustres modelos: el historiador griego, Tucídides (en particular su obra sobre la guerra del Peloponeso) y su predecesor Marco Porcio Catón, el Censor.
Esta doble inspiración se nota en la «archaeologia» (capítulos del 6 al 13): la investigación de las causas más profundas de la conjuración, de influencia típicamente tucididiana, se une con los tonos solemnes de la denuncia de la crisis moral propia de Catón.

### Inconcinnitasy arcaísmo
Al contrario de Cicerón que se expresaba con un estilo amplio, articulado, rico de proposiciones subordinadas, Salustio prefiere el discurso irregular, lleno de asimetrías, antítesis y variaciones de construcción. El control de una técnica tan irregular crea un efecto de gravitas, dando una imagen esencial de cuanto se describe.
De Tucídides, Salustio toma la esencialidad expresiva, las sentencias bruscas y elípticas, la irregularidad del texto, un período paratáctico lleno de frases nominales, la omisión de conjunciones, la elisión de verbos auxiliares (con un uso rítmico y continuo del modo infinitivo narrativo y del quiasmo): se evitan las estructuras balanceadas y las cláusulas rítmicas del discurso oratorio. De Catón toma el modo solemne, la actitud moralizante, la lengua a veces severa y a veces popular, austera: el período esencial y enriquecido por arcaísmos que exaltan las frecuentes aliteraciones y asíndeton.
Un estilo arcaizante pero al mismo tiempo innovador, capaz de introducir un léxico y una sintaxis en contraste con los cánones del lenguaje literario de la época. Salustio evita volver a proponer los efectos dramáticos del estilo trágico tradicional y prefiere suscitar emociones partiendo de una descripción realista del evento (definido por algunos como «sobriedad trágica»).